# Обрив (селище)
Обри́в — селище Новоазовської міської громади Кальміуського району Донецької області, Україна. Відстань до райцентру становить близько 12 км і проходить автошляхом місцевого значення. Частина селища перебуває під загрозою зсуву в Азовське море.

## Назва
Назву отримало через особливості рельєфу берега, який різко обривається перед самим морем.

## Символіка
На гербі Обриву зображено обрив натурального кольору (герб є промовистим). Сам щит лазуровий з трьома срібними тонкими вищербленими лініями, що символізують Азовське море. На них - золоте риболовецьке судно із золотим та срібним вітрилом, щоб підкреслити основний промисел місцевих. На супутникових знімках Обриву, до речі, дуже добре проглядається багато човнів на березі та в морі.
В горішній лівій частині зображено срібного мартина, як постійного супутника риболовецьких суден.

## Населення
За даними перепису 2001 року населення села становило 449 осіб, з них 18,26% зазначили рідною мову українську, 81,29% — російську.

## Новітня історія
5 липня 2014 року проросійські терористи — кількістю до 15 осіб, прибули на 2 маломірних плавзасобах — із мінометами та стрілецькою зброєю задля ліквідації українського пункту технічного спостереження. Прапорщик Олександр Ковальов першим помітив вночі катери, прикордонники зайняли оборону. Атаку відбито, вісім бійців зазнали поранень, Ковальов помер в лікарні від поранень.